# Phantom (film, 1986)
Pour les articles homonymes, voir Phantom.
Pour plus de détails, voir Fiche technique et Distribution.
Phantom (The Wraith) est un film de science-fiction américano-canadien écrit et réalisé par Mike Marvin et sorti en 1986.

## Synopsis
Le film suit une bande de jeunes qui sèment la terreur au volant de leurs bolides, sur les routes d'une petite ville en Arizona.
Quelque temps après, un jeune garçon débarque et rencontre Keri Johnson, une jeune serveuse dans le fast food local et se lie d'amitié avec le cuisinier du restaurant, Billy Hankins, dont le frère a été retrouvé mort dans sa voiture calcinée au fond d'un ravin quelques années auparavant.
Le chef de la bande, Packard Walsh, repère rapidement le nouveau venu en compagnie de Keri et de Billy et charge deux membres de son gang de jalousement l'espionner pour savoir si son coup de cœur déclaré, Keri, ne s'éprend pas d'un autre. Une mystérieuse voiture noire fait son apparition sur les routes et semble provoquer les malfrats dans de dangereuses courses poursuites.
Les malfrats comprennent alors que la voiture noire les met au défi et vont passer de chasseurs à proies...

## Fiche technique
Sauf indication contraire, les informations mentionnées dans cette section peuvent être confirmées par la base de données cinématographiques IMDb,  présente dans la section « Liens externes ».
- Titre original : The Wraith
- Titre français : Phantom
- Titres français alternatifs : Le spectre, Motor Gang et Turbo Interceptor[1],[2]
- Réalisation et scénario : Mike Marvin
- Musique : Michael Hoenig et J. Peter Robinson
- Décors : Michele Starbuck
- Photographie : Reed Smoot
- Montage : Scott Conrad, Gary Rocklen
- Production : Buck Houghton, John Kemeny et Jeffrey Sudzin
- Sociétés de production : New Century Entertainment Corporation, Alliance Entertainment et Turbo Productions
- Société de distribution : New Century Vista Film Company
- Budget : 2 700 000 dollars[réf. souhaitée]
- Pays de production :  États-Unis,  Canada
- Langue originale : anglais
- Format : couleur – 1,85 – Dolby
- Genre : science-fiction, road movie, action
- Durée : 93 minutes
- Dates de sortie :
  - Japon : octobre 1986 (festival de Tokyo)
  - États-Unis : 21 novembre 1986

## Distribution
- Charlie Sheen (VF : Vincent Ropion) : Jake Kesey
- Sherilyn Fenn (VF : Sophie Arthuys) : Keri Johnson
- Randy Quaid (VF : José Luccioni) : le shérif Loomis
- Nick Cassavetes : Packard Walsh
- Matthew Barry : Billy Hankins
- David Sherrill : Skank
- Jamie Bozian : Gutterboy
- Clint Howard : Rughead
- Griffin O'Neal : Oggie
- Chris Nash : Minty
- Steven Eckholdt : George
- Vickie Benson : Serveuse
- Peder Melhuse : Murphy
- Jeffrey Sudzin : Redd
- Michael Hungerford : Stockes
- Steven Eckholt : George à Daytona

 Source et légende : version française (VF) sur RS Doublage

## Production

### Genèse et développement
Pour son deuxième long métrage comme réalisateur, Mike Marvin cite comme influences L'Homme des Hautes Plaines (1973), Mad Max (1979) et sa suite Mad Max 2 : Le Défi (1981).

### Tournage
Le tournage a lieu de janvier à avril 1986 en Arizona : notamment à Tucson (Davis-Monthan Air Force Base, East Benson Highway, Sabino Canyon, Catalina Highway, ...) et dans le désert de Sonora (Sonoran Desert National Monument).
Le tournage est marqué par le décès de Bruce Ingram, caméraman assistant, lors du tournage d'une scène de course-poursuite près de Tucson. Sept autres personnes ont été blessées. L'accident s'est produit lorsqu'une voiture-caméra surchargée s'est écrasée sur une route montagneuse. Le coordinateur des cascades, Buddy Joe Hooker, a déclaré à l'époque : « Les voitures qu'ils ont construites pour nous étaient très dangereuses et difficiles à conduire. L'équipement dont nous disposions, même s'il avait l'air bien, était très difficile à utiliser. Nous avons travaillé dessus tout au long du film, mais vous faites des trucs à grande vitesse, 70, 80, 90 miles par heure avec ces voitures qui errent partout sur la route et ont un freinage douteux. Il n'y avait rien de vraiment construit pour que nous puissions l'utiliser, nous avons juste utilisé ce que nous avions, ».

### Musique
La musique occupe une place importante dans ce long-métrage. Elle est composée de chansons de l'époque d'artistes comme Bonnie Tyler, Robert Palmer ou Ozzy Osbourne.
La musique originale est composée par les jeunes Michael Hoenig, alors simple compositeur allemand de musique additionnelle, et J. Peter Robinson valeur montante de la musique synthétique. Ils utilisent notamment des synthétiseurs Synclavier de la marque NEDco[réf. nécessaire].
Seules les chansons non originales seront édités en album. Les éditions vinyle et CD sortent sur le label Scotti Bros. Quelques chansons du film sont absentes de l'album comme Addicted to Love de Robert Palmer ou encore Smokin' in the Boys Room de Mötley Crüe.
Une petite production a obtenu récemment les droits d'édition de la Bande Originale dans sa totalité et une compilation indépendante est sortie fin 2013 intitulée The Wraith Original Motion Picture Soundtrack[réf. nécessaire].
Liste des titres de l'album
1. Tim Feehan – Where's The Fire (4:21)
2. Honeymoon Suite – Those Were The Days (4:15)
3. Stan Bush – Hearts Vs. Heads (4:42)
4. LaMarca – Hold On Blue Eyes (4:02)
5. Jill Michaels – Young Love, Hot Love (3:26)
6. Ozzy Osbourne – Secret Loser (4:09)
7. Lion – Never Surrender (3:42)
8. James House – Bad Mistake (4:17)
9. Ian Hunter – Wake Up Call (4:50)
10. Bonnie Tyler – Matter Of The Heart (4:30)

## Commentaires

### Analyse
(juillet 2022).
- Si vous ne connaissez pas le sujet, laissez ce bandeau (vous pouvez alors contacter les auteurs).
- Si vous supprimez le contenu mis en cause (vous pouvez préalablement contacter les auteurs),

argumentez précisément cette suppression dans la page de discussion
(un manque de référence n'est pas un argument ; une recherche réelle de référence doit avoir été effectuée, être formellement documentée).
Ce film à petit budget des années 80 présente nombre de traits communs avec des productions du même genre (série B) et de la même époque comme la Bande Sonore orchestrée au synthétiseur, les arrières-plans éclairés de couleurs vives, la culture américaine Pop 80 comme les fast-foods et la musique FM 80.
L'histoire classique est celle d'une sombre vengeance exécutée aux armes et sur la route, mais ce film présente quelques spécificités intéressantes. Au lieu de mettre l'accent sur le héros et ses motivations, les images se fixent davantage sur les malfrats dans leurs quotidiens, leurs doutes et leurs craintes vis-à-vis de celui qui les pourchasse. Sous un trait plus humain, parfois caricatural, ces chasseurs deviennent alors des proies. Cela met en lumière ce qui arrive souvent dans un événement dramatique : le leader, la mainmise sur ses exécutants, donne les ordres et ces derniers obéissent sans vraiment réfléchir à leur condition. Il est scientifiquement admis que ces exécutants n'auraient jamais accompli de faits graves s'ils n'avaient pas rencontré de personnalité charismatique mais psychopathe.
C'est donc l'absence de libre arbitre qui fait le tort de ces hères, dont le leader Packard Walsh, profite. Le fait que la route soit ici un terrain de chasse est clairement une allusion à la surenchère sociale dont l'Amérique est le porte-parole.
Un autre aspect de ce film est le phénomène de bande, difficile à contrôler en cas de débordement. Même si l'on sait qui fréquente qui, responsables et exécutants se mélangent et faire la distinction devient vite une gageure. Une bande peut vite devenir une menace à cause du nombre changeant de leurs membres et de son existence éphémère.
Le dernier point de ce long-métrage est l'ennui. Dans la campagne de l'Arizona, bon nombre de jeunes gens s'ennuient et n'ont pas d'autres buts dans leurs vies que s'imposer ou se soumettre aux autres pour se fréquenter, pendant que l'ordre naturel des choses les hiérarchise. La route n'est pas seulement le moyen de circuler mais devient le théâtre de la confrontation et de la domination. Une société dans la société ou les codes sont plus primaires qu'ailleurs. Le ou les leaders, grisés par leur pouvoir naissant et l'accroissement de leur bande, vont tenter de faire ce que tout roi ou empereur a fait et fera : étendre leur pouvoir.

### Voiture
La voiture utilisée dans le film est une Dodge M4S Turbo Interceptor. Il s'agit d'un prototype de course développé par Dodge et PPG Industries.